# Charca de Zeluan y Ensenada de Llodero
La ensenada de Llodero se encuentra en el concejo de Avilés y se trata de una pequeña ensenada al lado de la ría de Aviles, a escasos metros de ella se encuentra la charca de Zeluan  perteneciente al concejo de Gozón ambos en Asturias. La superficie total protegida son 23,41 hectáreas de las que sólo 0,5 pertenecen a la charca. En la playa de Zeluan cuando se instala la baja mar aparece un paisaje de marisma el cual refleja la posible existencia de un estuario en la zona en tiempos primitivos. La charca está alimentada por un colector que la une con el mar. Su gran diversidad en aves migratorias durante todo el año le impronta su especial interés ecológico  Archivado el 11 de septiembre de 2009 en Wayback Machine..
Fue declarada monumento natural el 25 de julio de 2002.